# 1866 w literaturze
Wydarzenia literackie w 1866 roku.

## Nowe książki
- polskie
- zagraniczne
  - Zbrodnia i kara – Fiodor Dostojewski
  - Felix Holt – George Eliot
  - Pracownicy morza (Les Travailleurs de la Mer) – Victor Hugo
  - Poems and Translations – Emma Lazarus (debiut)

## Urodzili się
- 20 stycznia – Euclides da Cunha, brazylijski pisarz (zm. 1909)
- 29 stycznia – Romain Rolland, francuski pisarz, noblista 1915 (zm. 1944)
- 5 lutego – Ignacy Chrzanowski, polski historyk literatury (zm. 1940)
- 9 lutego – George Ade, amerykański dramaturg i humorysta (zm. 1944)
- 12 lutego – Ladislav Nádaši-Jégé, słowacki lekarz, prozaik, nowelista (zm. 1940)
- 22 lutego
  - Cəlil Məmmədquluzadə, azerski pisarz i publicysta (zm. 1932)
  - William Seabrook, amerykański dziennikarz, podróżnik i literat (zm. 1945)
- 28 lutego – Wiaczesław Iwanow, rosyjski poeta i dramatopisarz (zm. 1949)
- 27 marca – Andon Zako Çajupi, albański pisarz i dramaturg (zm. 1930)
- 25 kwietnia – Anne Reeve Aldrich, amerykańska poetka i prozaiczka (zm. 1892)
- 7 czerwca – Ernest William Hornung, angielski prozaik i poeta (zm. 1921)
- 11 lipca – Richard Beer-Hofmann, austriacki poeta, dramaturg i powieściopisarz (zm. 1945)
- 28 lipca – Beatrix Potter, angielska ilustratorka oraz autorka powiastek i wierszy dla dzieci (zm. 1943)
- 12 sierpnia – Jacinto Benavente, hiszpański dramaturg, poeta, eseista, laureat literackiej Nagrody Nobla (zm. 1954)
- 29 sierpnia – Hermann Löns, niemiecki pisarz i poeta (zm. 1914)
- 31 sierpnia – Elizabeth von Arnim, angielska pisarka australijskiego pochodzenia (zm. 1941)
- 7 września – Tristan Bernard, francuski prawnik, literat, komediopisarz (zm. 1947)
- 10 września – Jeppe Aakjær, duński poeta i pisarz (zm. 1930)
- 21 września – Herbert George Wells, angielski pisarz science fiction (zm. 1946)
- 27 września – Tryggve Andersen, norweski pisarz (zm. 1920)
- 29 września – Per Hallström, szwedzki pisarz, dramaturg, poeta (zm. 1960)
- 28 października – Ramón María del Valle-Inclán, hiszpański pisarz (zm. 1936)
- 17 listopada – Voltairine de Cleyre, amerykańska pisarka i działaczka anarchistyczna (zm. 1912)
- 20 listopada – Ndre Mjeda, albański poeta piszący w dialekcie gegijskim języka albańskiego (zm. 1937)
- 1 grudnia – Victor Margueritte, francuski powieściopisarz i dramaturg (zm. 1942)
- Halit Ziya Uşaklıgil, turecki pisarz (zm. 1945)

## Zmarli
- 1 października – Maria Susanna Cummins, amerykańska pisarka literatury dla dziewcząt (ur. 1827)